# Normandy Township
Die Normandy Township ist eine von 28 Townships im St. Louis County im Osten des US-amerikanischen Bundesstaates Missouri und Bestandteil der Metropolregion Greater St. Louis. Das U.S. Census Bureau hat bei der Volkszählung 2020 eine Einwohnerzahl von 28.142 ermittelt.

## Geografie
Die Normandy Township liegt im inneren nordwestlichen Vorortbereich von St. Louis. Der Mississippi, der die Grenze zu Illinois bildet, befindet sich rund drei Kilometer östlich der Normandy Township.
Die Normandy Township liegt auf 38° 42′ N, 90° 18′ W und erstreckt sich über 22,5 km².
Die Normandy Township liegt im mittleren Nordosten des St. Louis County und grenzt östlich an die Stadt St. Louis. Innerhalb des St. Louis County grenzt die Normandy Township im Süden an die University Township, im Südwesten an die Midland Township, im Nordwesten an die Airport Township sowie im Norden an die Norwood Township.

## Verkehr
Die Interstate 70, die Kansas City über St. Louis mit Indianapolis verbindet, führt in West-Ost-Richtung durch die Normandy Township. Im äußersten Westen begrenzt die Interstate 170 die Township. Die südwestliche Grenze der Township wird durch die Missouri State Route 180 gebildet. Durch das Zentrum der Township führt die Missouri State Route 115. Bei allen weiteren Straßen innerhalb der Township handelt es sich um innerstädtische Verbindungsstraßen.
Durch die Normandy Township verläuft die Red Line des MetroLink genannten Light-rail-Nahverkehrssystems von St. Louis.
Durch den äußersten Nordosten der Township verläuft eine Eisenbahnlinie der Norfolk Southern Railway.
Der Lambert-Saint Louis International Airport liegt rund sieben Kilometer nordwestlich der Normandy Township.

## Demografische Daten
Nach der Volkszählung im Jahr 2010 lebten in der Normandy Township 32.516 Menschen in 12.855 Haushalten. Die Bevölkerungsdichte betrug 1445,2 Einwohner pro Quadratkilometer. In den 12.855 Haushalten lebten statistisch je 2,47 Personen.
Ethnisch betrachtet setzte sich die Bevölkerung zusammen aus 13,0 Prozent Weißen, 83,4 Prozent Afroamerikanern, 0,2 Prozent amerikanischen Ureinwohnern, 1,2 Prozent Asiaten sowie 0,6 Prozent aus anderen ethnischen Gruppen; 1,6 Prozent stammten von zwei oder mehr Ethnien ab. Unabhängig von der ethnischen Zugehörigkeit waren 1,3 Prozent der Bevölkerung spanischer oder lateinamerikanischer Abstammung.
25,5 Prozent der Bevölkerung waren unter 18 Jahre alt, 62,6 Prozent waren zwischen 18 und 64 und 11,9 Prozent waren 65 Jahre oder älter. 55,1 Prozent der Bevölkerung war weiblich.
Das mittlere jährliche Einkommen eines Haushalts lag bei 29.629 USD. Das Pro-Kopf-Einkommen betrug 16.910 USD. 26,2 Prozent der Einwohner lebten unterhalb der Armutsgrenze.

## Ortschaften
Die Bevölkerung der Normandy Township lebt in folgenden Ortschaften:
Citys
| - Beverly Hills - Cool Valley - Country Club Hills - Flordell Hills | - Greendale - Jennings1 - Normandy - Northwoods | - Pasadena Hills - Pine Lawn2 - St. John3 - Velda City |

Villages
| - Bellerive - Bel-Nor - Bel-Ridge4 - Glen Echo Park | - Norwood Court - Pasadena Park - Uplands Park2 |

1 – überwiegend in der Norwood Township

2 – teilweise in der University Township

3 – überwiegend in der Airport und der Midland Township

4 – teilweise in der Airport und der Midland Township